# Dear Angel
Singles de Olivia
re-ACT
(1999) Dress me Up
(2000)
Dear Angel est le 3e single de Olivia sorti sous le label Cutting Edge le 6 octobre 1999 au Japon, et le 17 décembre 1999 en vinyle. Il atteint la 29e place du classement de l'Oricon, et reste classé pendant 3 semaines, pour un total de 14 860 exemplaires vendus.
Dear Angel a été utilisé comme campagne publicitaire pour Kanebo Kate; et Remember Me? a été utilisé comme campagne publicitaire pour Morinaga Confectionary Wafer Chocolate CuBiC. Dear Angel se trouve sur l'album Synchronicity.

## Liste des titres
Toutes les paroles sont écrites par Olivia Lufkin.
| 1. | Dear Angel                   | Olivia Lufkin, DJ K. HASEGAWA, DJ MASA | 5:17 |
| 2. | Remember Me?                 | Olivia Lufkin, 五十嵐淳一              | 4:10 |
| 3. | Dear Angel (English Version) | Olivia Lufkin, DJ K. HASEGAWA, DJ MASA | 5:16 |
| 4. | Dear Angel (instrumental)    | Olivia Lufkin, DJ K. HASEGAWA, DJ MASA | 5:13 |

Toutes les paroles sont écrites par Olivia Lufkin.
| 1. | Dear Angel (M.I.D.KH-R Club Mix)  | Olivia Lufkin, M.I.D.KH-R              |      |
| 2. | Dear Angel (English Version)      | Olivia Lufkin, DJ K. HASEGAWA, DJ MASA | 5:16 |
| 3. | Dear Angel (M.I.D.Bottoms up Mix) | Olivia Lufkin, M.I.D.Bottoms up        |      |
| 4. | Dear Angel                        | Olivia Lufkin, DJ K. HASEGAWA, DJ MASA | 5:17 |